# Bolaños (ort i Jalisco)
Bolaños är en ort i Mexiko.   Den ligger i kommunen Bolaños och delstaten Jalisco, i den centrala delen av landet, 500 km nordväst om huvudstaden Mexico City. Bolaños ligger 883 meter över havet och antalet invånare är 924.
Terrängen runt Bolaños är kuperad åt sydost, men åt nordväst är den bergig. Bolaños ligger nere i en dal. Runt Bolaños är det mycket glesbefolkat, med 7 invånare per kvadratkilometer. Bolaños är det största samhället i trakten. I omgivningarna runt Bolaños växer huvudsakligen savannskog.